# Гергард Пік
Гергард Отто Пік (нім. Gerhard Otto Pick; 17 листопада 1910, Грауденц — 11 травня 1987, Дортмунд) — німецький офіцер, оберстлейтенант вермахту (1944) і бундесверу. Кавалер Лицарського хреста Залізного хреста з дубовим листям.

## Біографія
1 червня 1928 року вступив в 4-й піхотний полк. В серпні 1939 року призначений командиром 13-ї роти 490-го піхотного полку 269-ї піхотної дивізії. Учасник Французької кампанії та Німецько-радянської війни. З 8 серпня 1941 року — командир 2-го батальйону свого полку. Відзначився у боях під Лугою. 3 вересня 1942 року вжко поранений у боях під Ленінградом. З 20 квітня 1943 року — командир 305-го розвідувального батальйону, з яким брав участь у боях в Італії. З 1 квітня 1944 року — командир 577-го гренадерського полку. Відзначився у боях під Кассіно. З 20 грудня 1944 року — начальник унтерофіцерського училища в Меве (потім – у Фрайберзі). 28 березня 1945 року переведений в ставку фюрера офіцером для особливих доручень. З квітня 1945 року — командир 3-го гренадерського полку дивізії «Шарнгорст». 7 травня 1945 року взятий в полон союзниками. 22 липня 1945 року звільнений.

## Нагороди
- Медаль «За вислугу років у Вермахті» 4-го класу (4 роки)
- Залізний хрест
  - 2-го класу (29 червня 1941)
  - 1-го класу (28 липня 1941)
- Штурмовий піхотний знак в сріблі
- Лицарський хрест Залізного хреста з дубовим листям
  - лицарський хрест (2 листопада 1941)
  - дубове листя (№553; 19 серпня 1944)
- Медаль «За зимову кампанію на Сході 1941/42»
- Нагрудний знак «За поранення» в чорному
- Сертифікат Пошани Головнокомандувача Сухопутних військ Вермахту (15 січня 1944)